# Реєстратор доменних імен
 Реєстратор доменного ім'я  — це юридична особа, яка має повне право на створення нового доменного імені. Також вона має право на подовження терміну вже наявних доменних імен у самому домені. Домени підрозділяються на:
- доменне ім'я корінного рівня
- домен верхнього рівня
- доменне ім'я другого рівня

Власником для корінного (нульового) рівня є організація ICANN. Саме вона займається акредитацією реєстраторів, а також доглядає за виконанням ними своїх функцій.
Правила реєстрації національних доменів встановлюються їх реєстраторами або органами влади.
З технічної точки зору, головними функції реєстратору є надання всім охочим доступу до бази даних, а також підтримка DNS-сервісів з NS-записами для всіх зареєстрованих доменних імен.